# 布氏弧犁头鳐
布氏弧犁頭鰩（學名：Acroteriobatus blochii），又稱布氏犁頭鰩、布氏琵琶鱝，為軟骨魚綱犁頭鰩目犁頭鰩科弧犁頭鰩屬的其中一種，分布於東大西洋茅利塔尼亞與塞內加爾到南非海域，本魚體延長而平扁，吻寬短而呈三角形，有寬尖的吻部和寬闊的胸盤，齒細小而多，舖石狀排列。口裂橫向；唇褶發達。鰓裂小，在胸鰭基部內側，斜向。背鰭兩個，位於尾部，第一背鰭在腹鰭基底後方；尾鰭短小，上葉較大，下葉突出，後部無缺刻，幼魚在吻部兩側和頭部後部有小刺，體長可達100公分，棲息於沿海淺水海域，為底棲性魚類，肉食性，卵胎生，生活習性不明。